# Lamborghini Miura
Lamborghini Miura — суперкар, выпускавшийся итальянской компанией Lamborghini с 1966 по 1973 год. Miura стала первым серийным суперкаром с центральным расположением двигателя для дорог общего пользования и одной из моделей, задавшей новые стандарты для высокопроизводительных спортивных автомобилей и суперкаров.
На начало производства в 1966 году Miura была самым быстрым серийным дорожным автомобилем. Шасси Lamborghini Miura представили на Туринском автосалоне 1965 года, затем на Женевском автосалоне 1966 года дебютировал прототип Miura P400. Название «Miura» произошло от испанской фермы, где выращивали быков для коррид.

## Разработка
Основатель компании Ферруччо Ламборгини изначально сомневался в идее двухместного автомобиля со средним расположением двигателя, поскольку он считал, что его разработка отвлечёт внимание компании, а производство будет неприбыльным. Зная это, в 1965 году три ведущих разработчика Lamborghini: Джан Паоло Даллара, Паоло Станцани и Боб Уоллес, посвятили своё свободное время разработке прототипа автомобиля, P400.
Даллара и его помощник Паоло Станцани разработали и изготовили уникальное шасси из гнутой листовой стали, в котором двигатель V12 разместили прямо за водительским сидением в поперечном положении. Силовая установка Miura необычна тем, что в одном алюминиевом картере эффективно объединены двигатель, трансмиссия и дифференциал, такая конструкция позволила уместить технические компоненты в компактном шасси. После того как работы над шасси были завершены, Ферруччо о нём рассказали, и он развязал руки своим инженерам, веря, что P400 потенциально является, как минимум, ценным маркетинговым инструментом.
В 1965 году на Туринском автосалоне компания Lamborghini представила шасси Lamborghini Miura. Во время автосалона шасси привлекло много внимания, и у посетителей даже появилось предположение, что это шасси не дорожного, а гоночного автомобиля. В последний день Туринского автосалона автомобильный дизайнер Нуччо Бертоне пришёл на стенд Automobili Lamborghini S.p.A., осмотрел шасси со всех сторон, и после разговора с Ферруччо было решено, что компания Bertone создаст дизайн кузова для этого шасси. Первоначальные эскизы были сделаны Джорджетто Джуджаро, но после того, как он покинул компанию, начатую работу закончил Марчелло Гандини. Затем Бертоне отправил Гандини в отпуск, и сам доработал дизайн перед тем, как передать уже построенный прототип Miura компании Lamborghini, всего за несколько дней до её дебюта на Женевском автосалоне 1966 года.
Перед дебютом прототипа Miura P400 на Женевском автосалоне никто из разработчиков не проверил поместится ли двигатель в моторный отсек. Это привело к тому, что подкапотное пространство пришлось заполнить балластом и держать капот закрытым во время шоу. Так же, как это было тремя годами ранее во время дебюта концепт-кара и первого автомобиля компании Lamborghini — 350 GTV. Коммерческий директор Lamborghini Убальдо Сгарци был вынужден отказать представителям автомобильной прессы, которые хотели увидеть силовую установку P400. Несмотря на то, что Miura не была полностью укомплектована, ей удалось стать ярким событием мероприятия. Благоприятная реакция в Женеве означала, что производство P400 могло начаться в ближайшее время.
Прототип Miura P400 высотой 1055 мм имел стальные панели кузова и при этом весил всего 980 кг, что позволяло ему разгоняться до 280 км/ч. Во время дорожных испытаний выявилась несколько недостатков — в частности, избыточная поворачиваемость и перегрев двигателя. Для устранения этих недостатков пришлось поставить более широкие колёса и горизонтальные наклонные пластины наподобие жалюзи над двигателем (на заднем стекле), а также специальное стекло между салоном и моторным отсеком. В мае 1966 года доработанный прототип выехал на трассу Гран-при Монако в качестве машины безопасности. Всего было построено 3 предсерийных прототипа Miura P400 с номерами шасси 0706, 0862 и 0961.

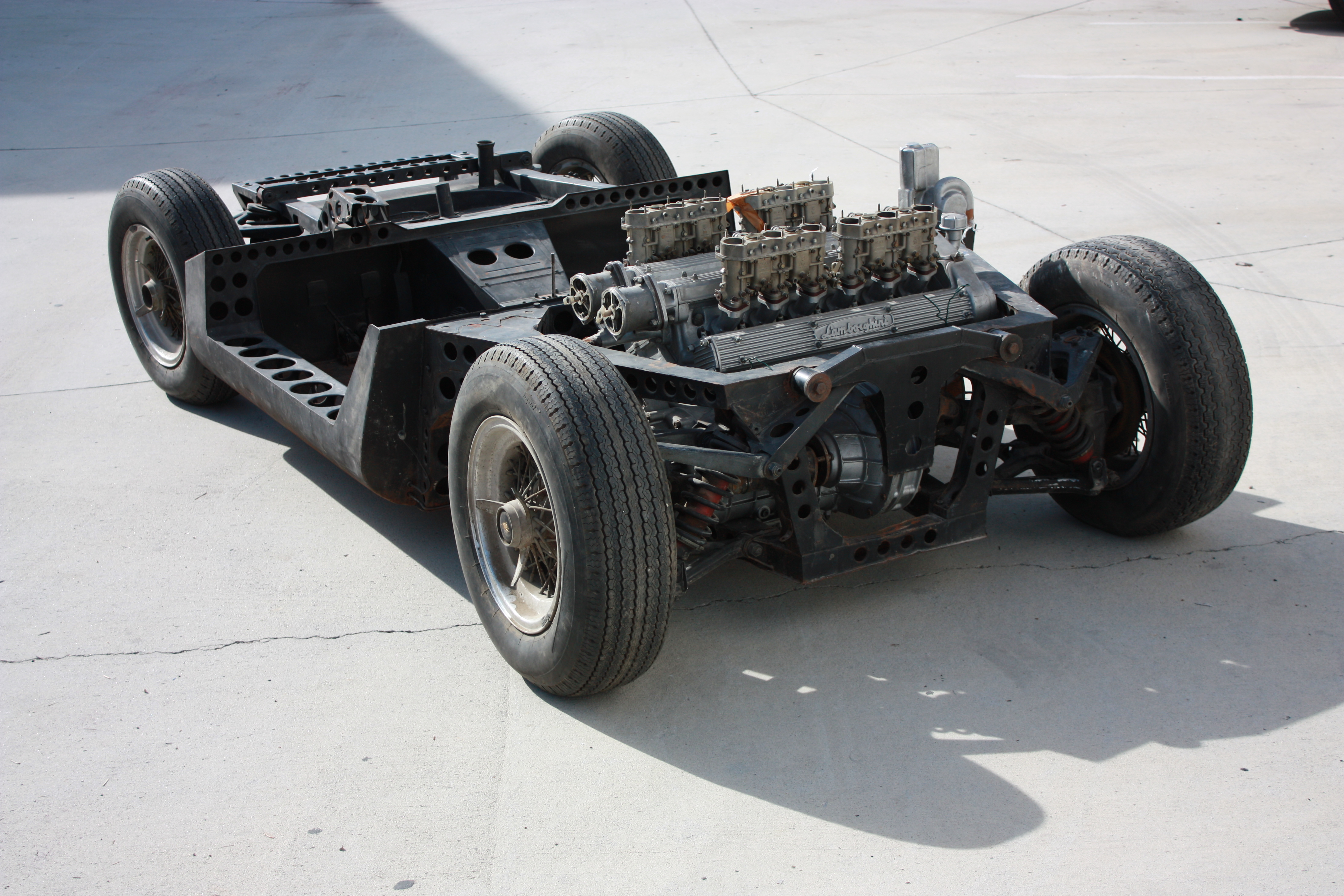
Первое шасси Lamborghini Miura дебютировавшее на Туринском автосалоне 1965 года
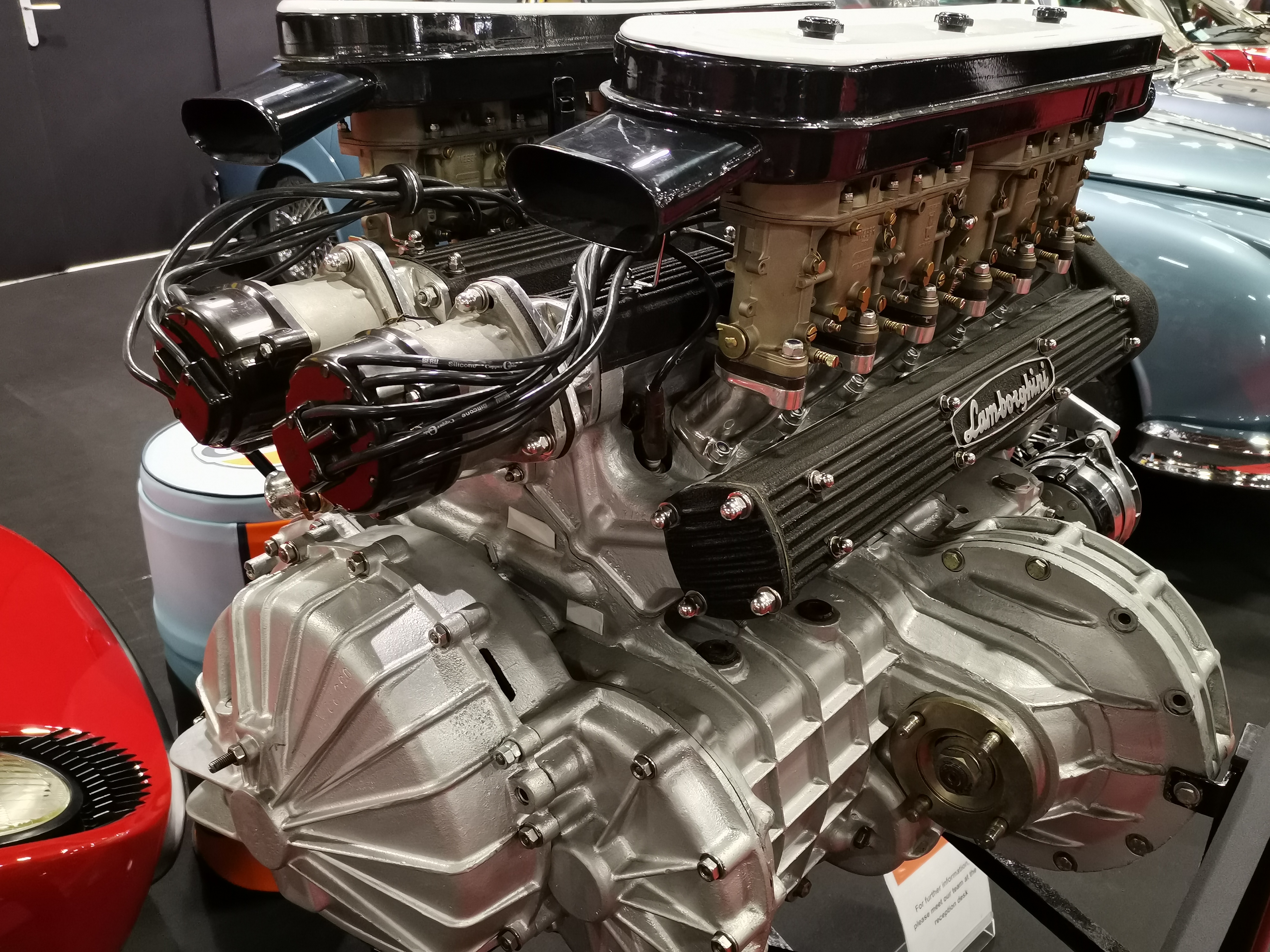
Двигатель c 5-ступенчатой коробкой передач Lamborghini Miura
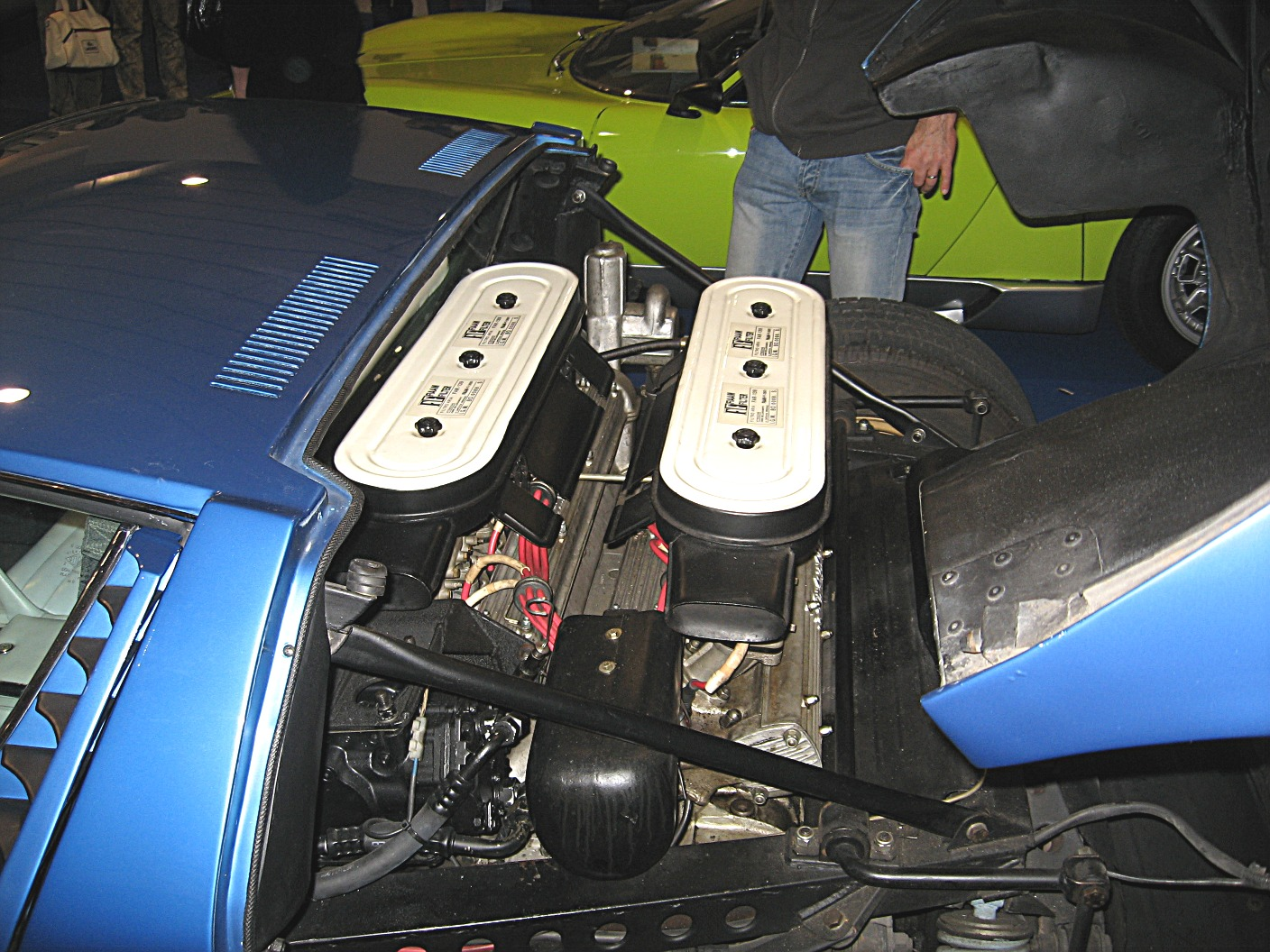
Демонстрация поперечного положения двигателя в моторном отсеке Lamborghini Miura

## Серийные модели

### P400
Первые серийные модели Lamborghini Miura были названы P400 (Posteriore 4 litri). Miura P400 была оборудована двигателем V12, мощностью 350 л. с. при 7000 об/мин и 369 Н·м крутящего момента при 5100 об/мин, а также как и другие серийные версии 5-ступенчатой МКПП. Благодаря этой силовой установке Miura P400 способна развить максимальную скорость в 280 км/ч и разогнаться с места до 100 км/ч за 6,3 секунды, а от 0 до 161 км/ч за 14,3 секунды.
Впервые серийная Miura P400 была доставлена в дилерский центр Lambocar в Милане 29 декабря 1966 года, а непрерывные поставки клиентам начались в 1967 году. На первых 125 автомобилях толщина стали шасси равнялась 0,9 мм, но начиная с шасси № 3312 она была увеличена до 1,0 мм, дабы исключить прогибы слабых мест рамы при резких манёврах. На автомобиль устанавливались магниевые диски, шины Pirelli Cinturato HS 205-15, двухконтурные дисковые тормоза от компании Girling на все колёса с гидравлическим приводом. Подвеска, как и на всех других серийных версиях модели, была полностью независимая с винтовыми пружинами, телескопическими амортизаторами и стабилизаторами поперечной устойчивости. В период с 1966 по 1969 год было построено 275 экземпляров P400. Стоимость Miura P400 в Италии была эквивалентна $19 900.

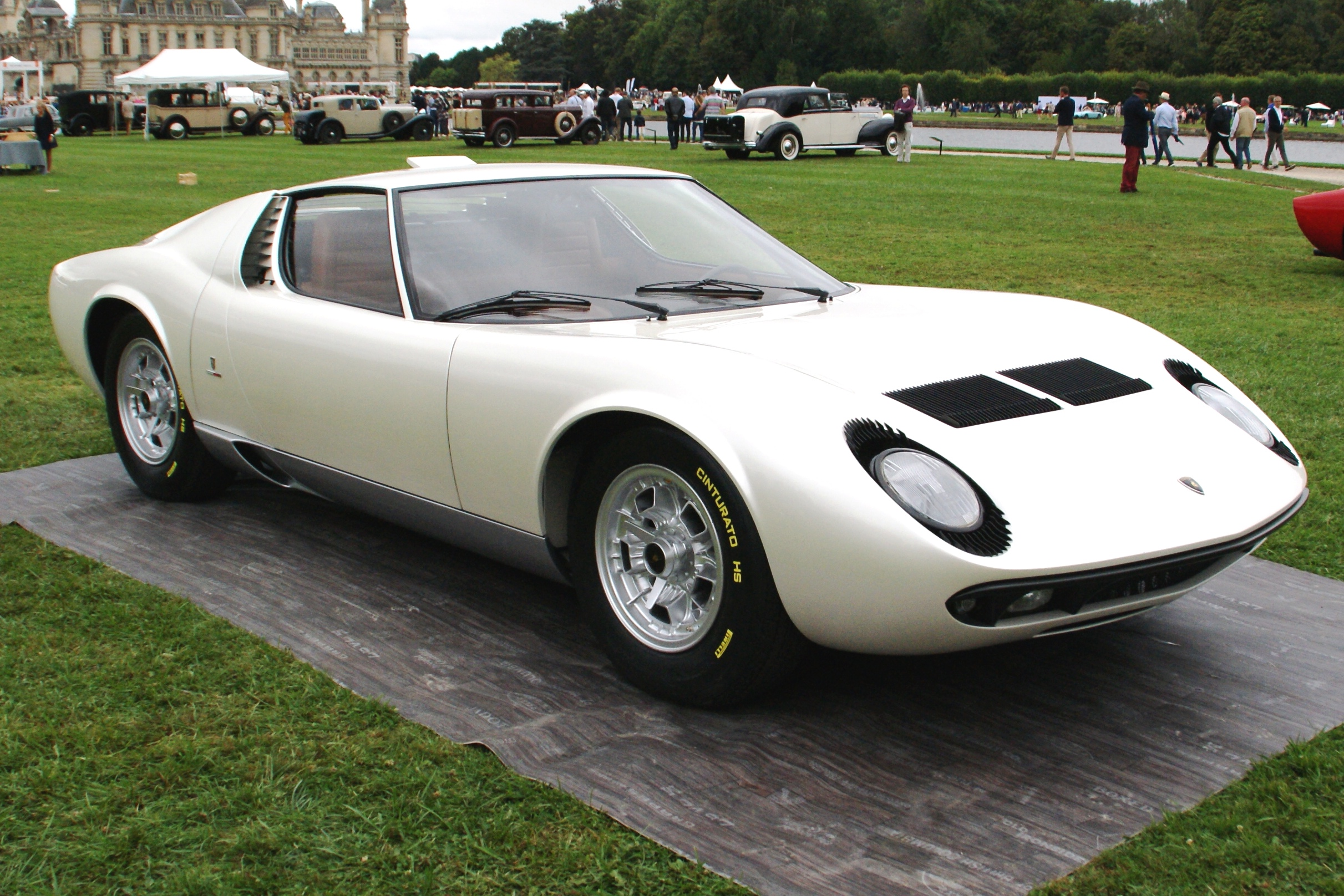
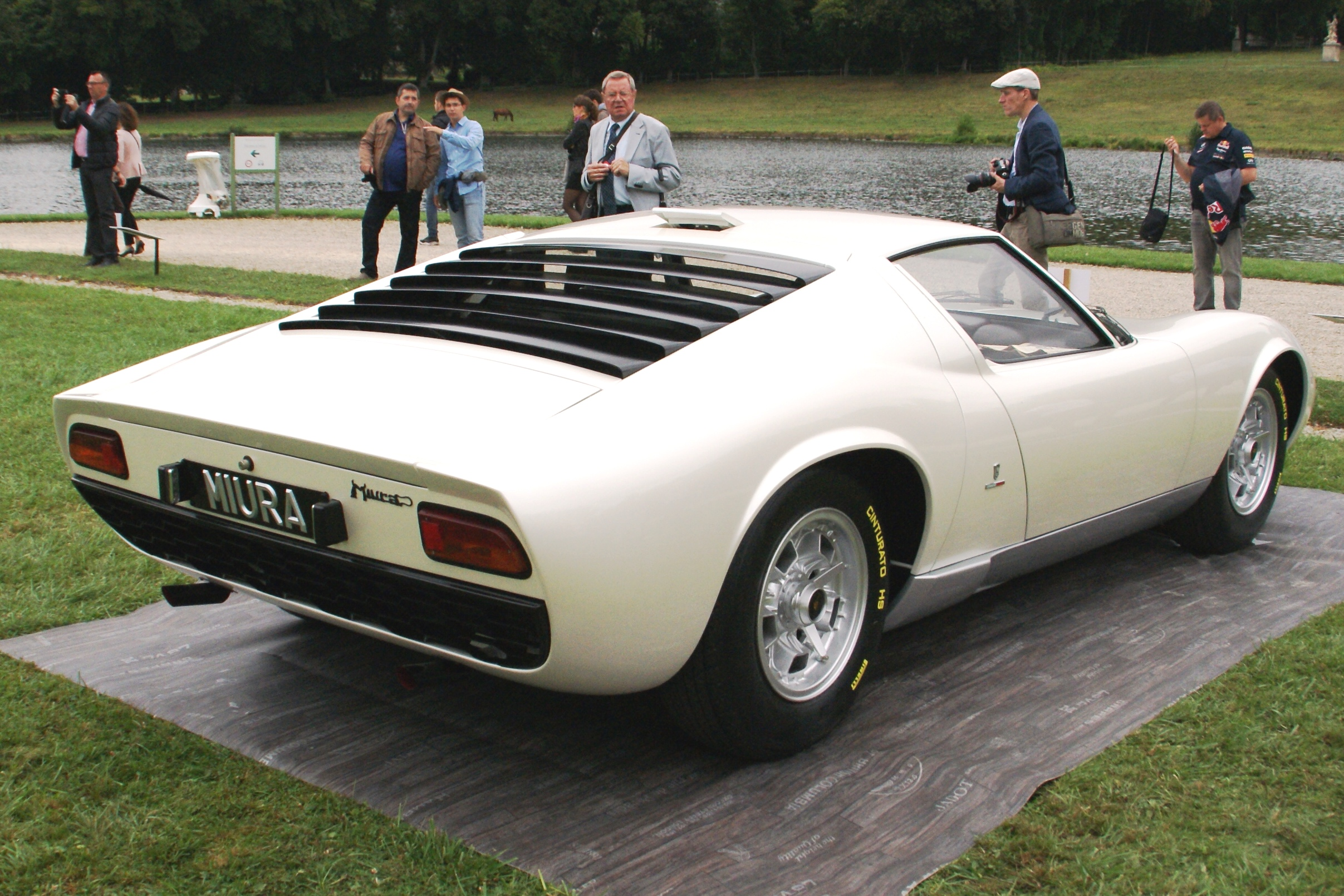
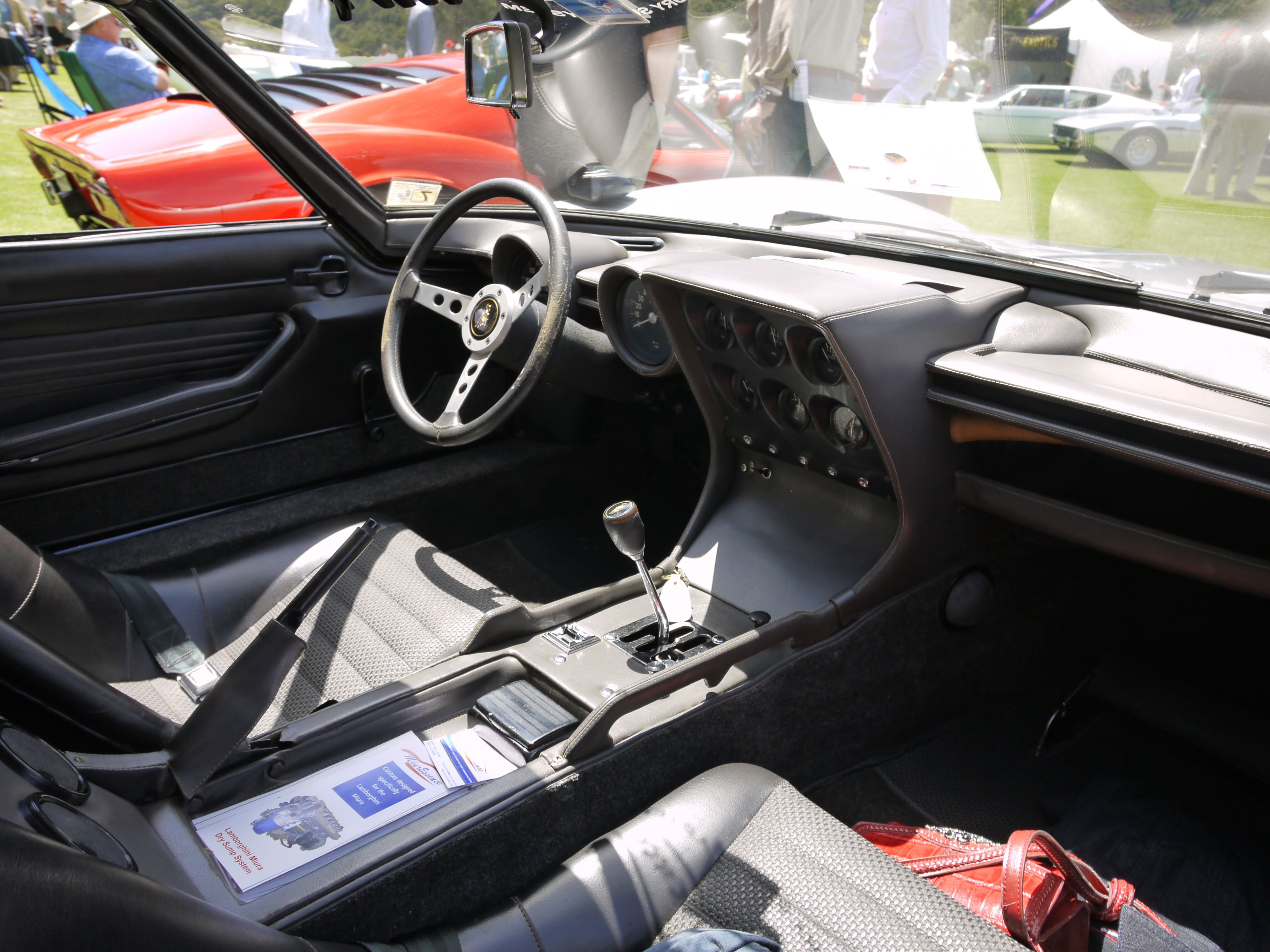

### P400 S
Дальнейшим развитием P400 стала модель P400 S (Posteriore 4 litri Spinto) (также известная как Miura S), дебютировавшая на Туринском автосалоне 1968 года. P400 S была подвергнута модернизации, которая включала в себя:
- Добавление электрических стеклоподъёмников.
- Добавление потолочной консоли.
- Изменение ручки пассажира с низкой прямой на высокую дугообразную.
- Изменение подголовников с довольно больших, крепящихся на двух «ножках» на более маленькие и удобные в установке.
- Замену деревянной ручки переключения передач на обтянутую кожей.
- Изменение дверной обшивки и добавление переключателя на центральной консоли.
- Добавление крышки для центрального бардачка. Изменение пепельницы.
- Добавление пластины из нержавеющей стали на дверной порог.
- Изменение контура фар и окон с матово-чёрного на хромированный.
- Изменение стиля боковых шильдиков (чуть дальше дверей), а также добавление буквы S на заднем значке.
- Добавление дефлектора радиатора.
- Увеличение впускных коллекторов[англ.] на 2 мм.

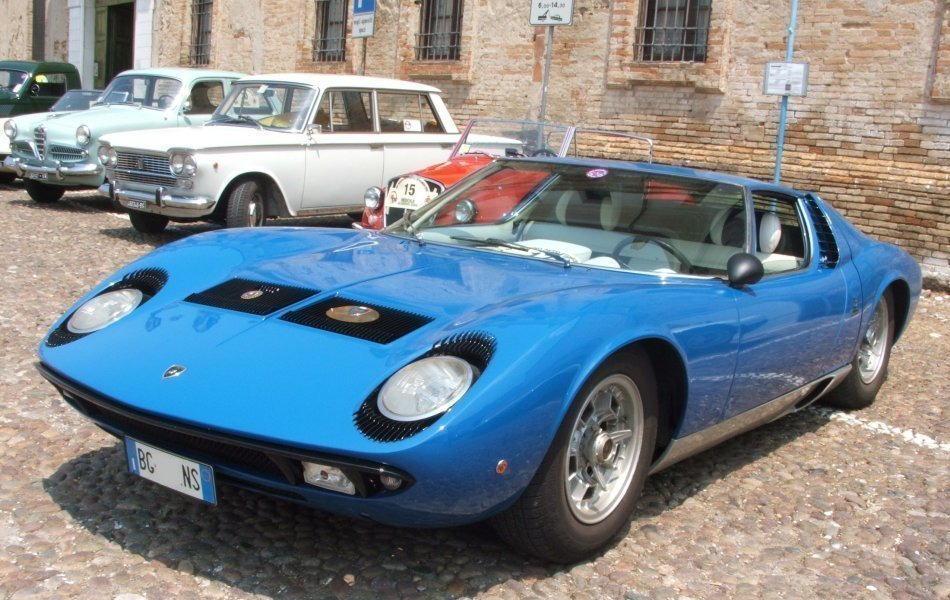
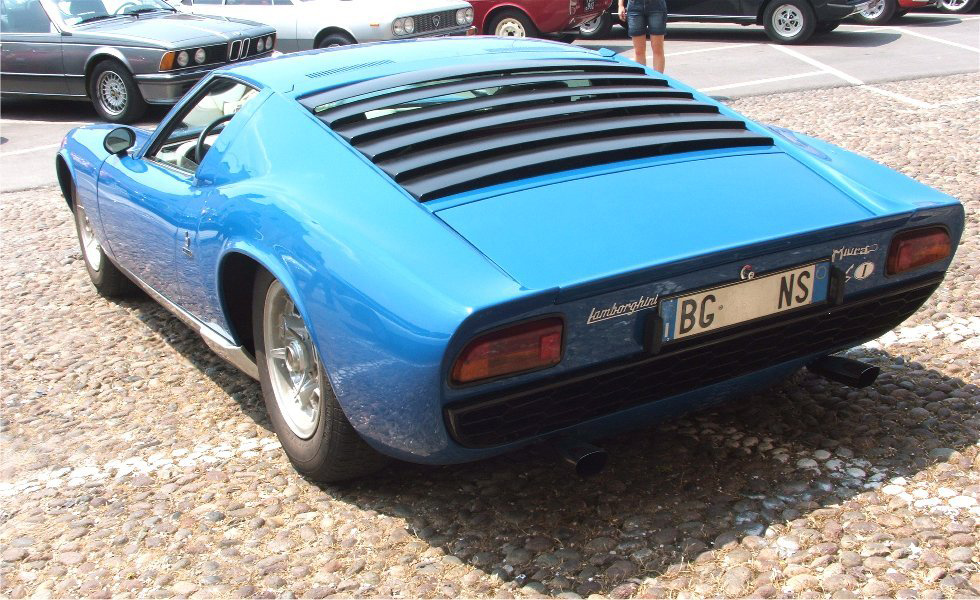
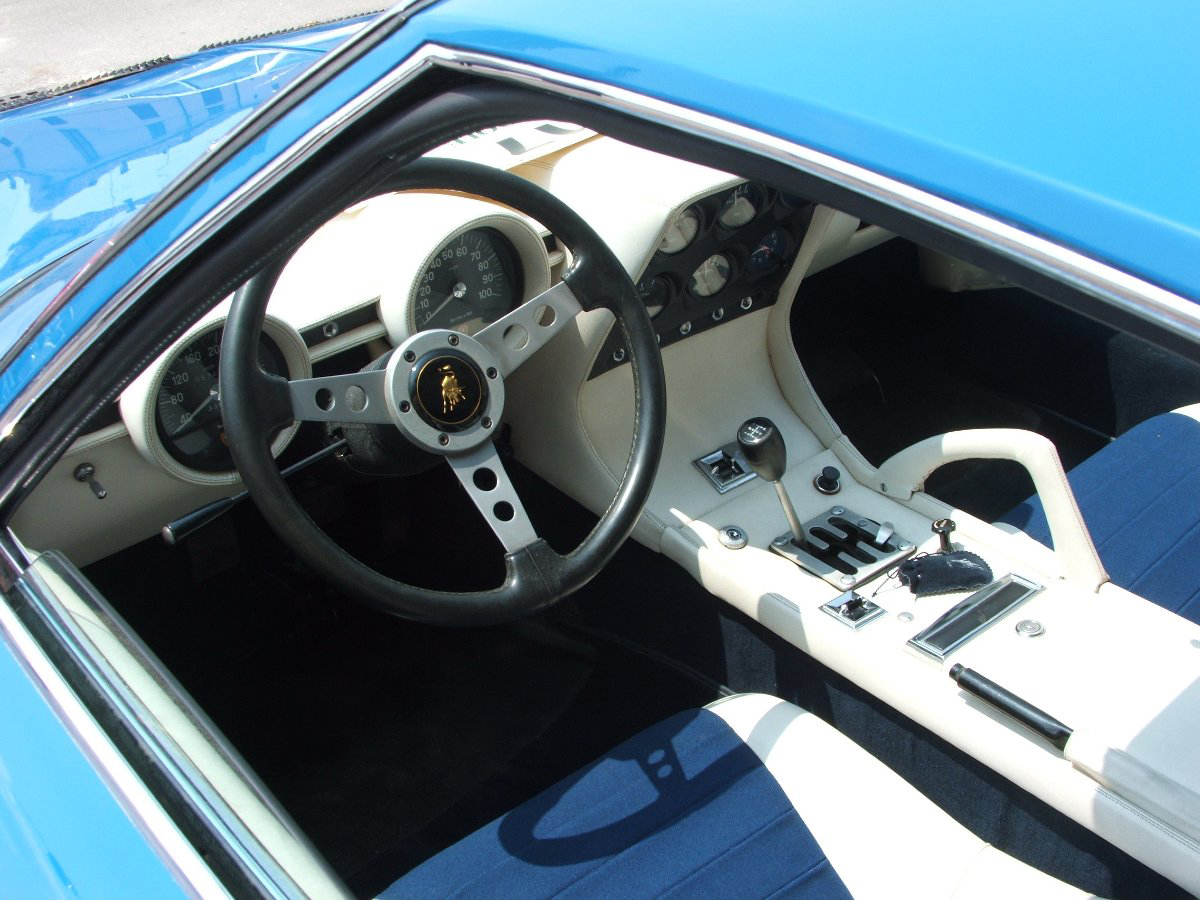

- Изменение форм распределительных валов[16].

Увеличение впускных коллекторов на 2 мм и изменение форм распределительных валов увеличило мощность и крутящий момент двигателя на 20 л. с. и 20 Н·м — до 370 л. с. при 7500 об/мин и 389 Н·м при 5500 об/мин. Соответственно увеличению мощности двигателя, улучшились и динамические характеристики: время разгона с места до 100 км/ч уменьшилось с 6,3 до 5,5 секунды (меньше на 0,8 с), а максимальная скорость увеличилась до 285 км/ч (больше на 5 км/ч). В процессе производства Miura S получила модифицированную заднюю подвеску и новые шины Pirelli Cinturato GR70-VR15, вентилируемые дисковые тормоза, а также появилась опция предлагающая дополнительный кондиционер. В период с ноября 1966 по декабрь 1969 года было построено 338 экземпляров P400 S. Стоимость Miura P400 S в Италии равнялась сумме эквивалентной $19 250.

### P400 SV
Последней серийной модификацией Miura P400 стала модель P400 SV (Posteriore 4 litri Spinto Veloce) (также известная как Miura SV), дебютировавшая на Женевском автосалоне 1971 года. P400 SV была подвергнута модернизации, которая включала в себя:
- Удаление «ресниц» вокруг фар, а также добавление буквы V на заднем значке.
- Увеличение ширины задних колёс с 7 до 9 дюймов.
- Увеличение ширины задних крыльев, для умещения в них более широких задних колёс.
- Модернизацию задней подвески и усиление шасси.
- Небольшое изменение переднего бампера для размещения дополнительных указателей поворота.
- Изменение задних фонарей на трёхсекционные.
- Разделение моторного и трансмиссионного масла у последних 96-ти SV, за счёт разделения картера.
- Замену карбюраторов 40IDL3C на 40IDL3L и изменение синхронизации клапанов[21].

Замена карбюраторов 40IDL3C на 40IDL3L и изменение синхронизации клапанов увеличило мощность и крутящий момент двигателя на 15 л. с. и 11 Н·м — до 385 л. с. при 7850 об/мин и 400 Н·м при 5750 об/мин. Благодаря этому модернизированному двигателю Miura P400 SV способна развить максимальную скорость в 300 км/ч и разогнаться с места до 100 км/ч за 5,75 секунды. Последние 96 силовых установок Miura SV получили разделённый картер коробки передач и двигателя, что позволило использовать соответствующие типы масел для оптимальной смазки КПП и двигателя. Разделение картера, также сняло опасения попадания металлической стружки из коробки передач в двигатель (что могло обернуться дорогостоящим ремонтом). Miura SV получила новые шины Pirelli Cinturato FR60 VR-15. В период с марта 1971 по декабрь 1972 года было построено 150 экземпляров P400 SV. Последний экземпляр был выпущен 15 января 1973 года. Стоимость Miura P400 SV в Италии равнялась сумме эквивалентной $21 000.

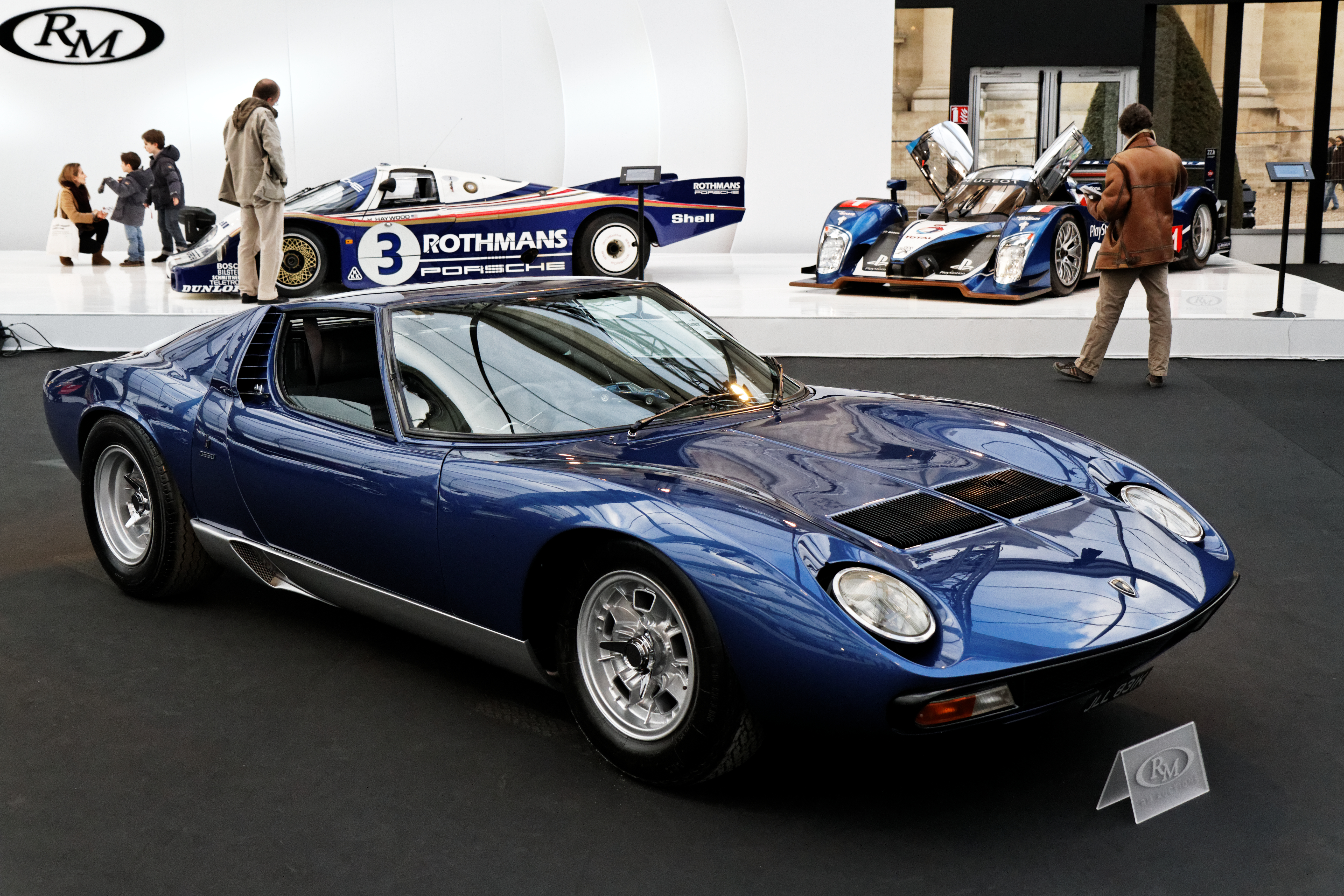
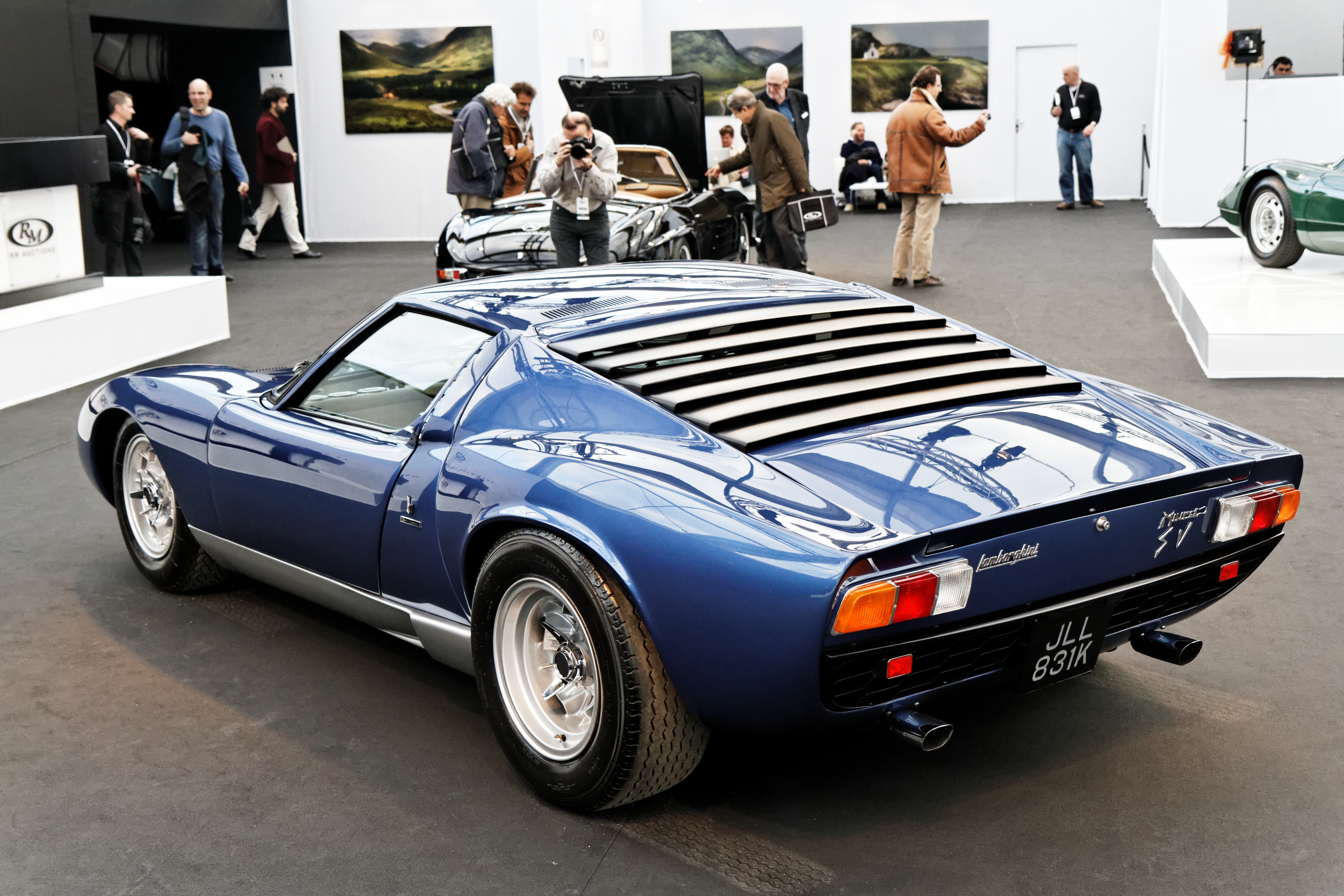

## Специальные версии

### P400 Roadster
Lamborghini Miura P400 Roadster (также известная как Zn75) — это версия Miura P400 с кузовом родстер, впервые показанная на Брюссельском автосалоне 1968 года. Miura Roadster была разработана и построена компанией Bertone в 1968 году в качестве концепт-кара. P400 Roadster подверглась серьёзной модернизации, которая включала в себя:
- Удаление крыши и боковых окон.
- Удаление задней решётки закрывающей двигатель.
- Изменение задних фонарей.
- Изменение расположения выхлопных труб (они проходят сквозь решётку в заднем бампере, вместо её огибания).
- Уменьшение высоты кузова на 30 мм.
- Изменение угла наклона лобового стекла.
- Увеличение воздухозаборников за боковыми окнами.
- Увеличение спойлера.
- Усиление шасси.
- Перемещение переключателей с удалённой потолочной консоли на центральную консоль.
- Изменение рулевого колеса[26].

Автомобиль был лазурно-голубого металлического цвета, а салон был обтянут кожей цвета магнолия. В 1969 году Miura Roadster была продана компании ILZRO в Нью-Йорк, где её планировали использовать в качестве шоу-кара, демонстрирующего возможность использования различных металлов и сплавов в автомобилях. Roadster полностью перебрали и заменили некоторые элементы на произведённые из металла от компании ILZRO, одними из этих элементов были: карбюраторы, крышки двигателя и трансмиссии, масляной насос, корпуса различных фильтров, выхлопная система, радиатор, переключатели, рулевое колесо, диски, а также передний и задний бампер.
После этих изменений, выполненных Джоном Фостером Miura Roadster была переименована в Zn75, перекрашена в зелёный металлик и получила новый коричневый салон. В течение следующего десятилетия Zn75 побывала на различных автосалонах по всему миру. После завершения своих поездок по миру Zn75 была приобретена тогдашним исполнительным директором ILZRO, который в феврале 1981 года подарил её Бруклинскому музею транспорта в штате Массачусетс, где она выставлялась долгое время. Несколько лет спустя Zn75 была восстановлена Дж. Гейлсом из KTR Engineering и продана на неизвестном аукционе за $200 000. Позже эта Miura была снова продана с аукциона Дэвиду Джолиффу из Portman Lamborghini в Великобританию. В дальнейшем Zn75 побывала в японской коллекции, в 2002 году в США и после — во Франции. В декабре 2006 года Zn75 была приобретена застройщиком Нью-Йорка Адамом Гордоном, который решил вернуть Zn75 в первоначальную спецификацию 1968 года — Miura Roadster. После двухлетней реставрации, выполненной Гэри Бобилеффом, Miura Roadster участвовала в Pebble Beach Concours d'Elegance 2008 года, где заняла второе место в классе Lamborghini. За 40 лет Miura Roadster проехала всего 7 444 км. В 2008 году она была продана через аукционный дом Kidston. В 2013 году Miura Roadster была показана на Amelia Island Concours d'Elegance и оценена CNN Business в 8-10 миллионов долларов.

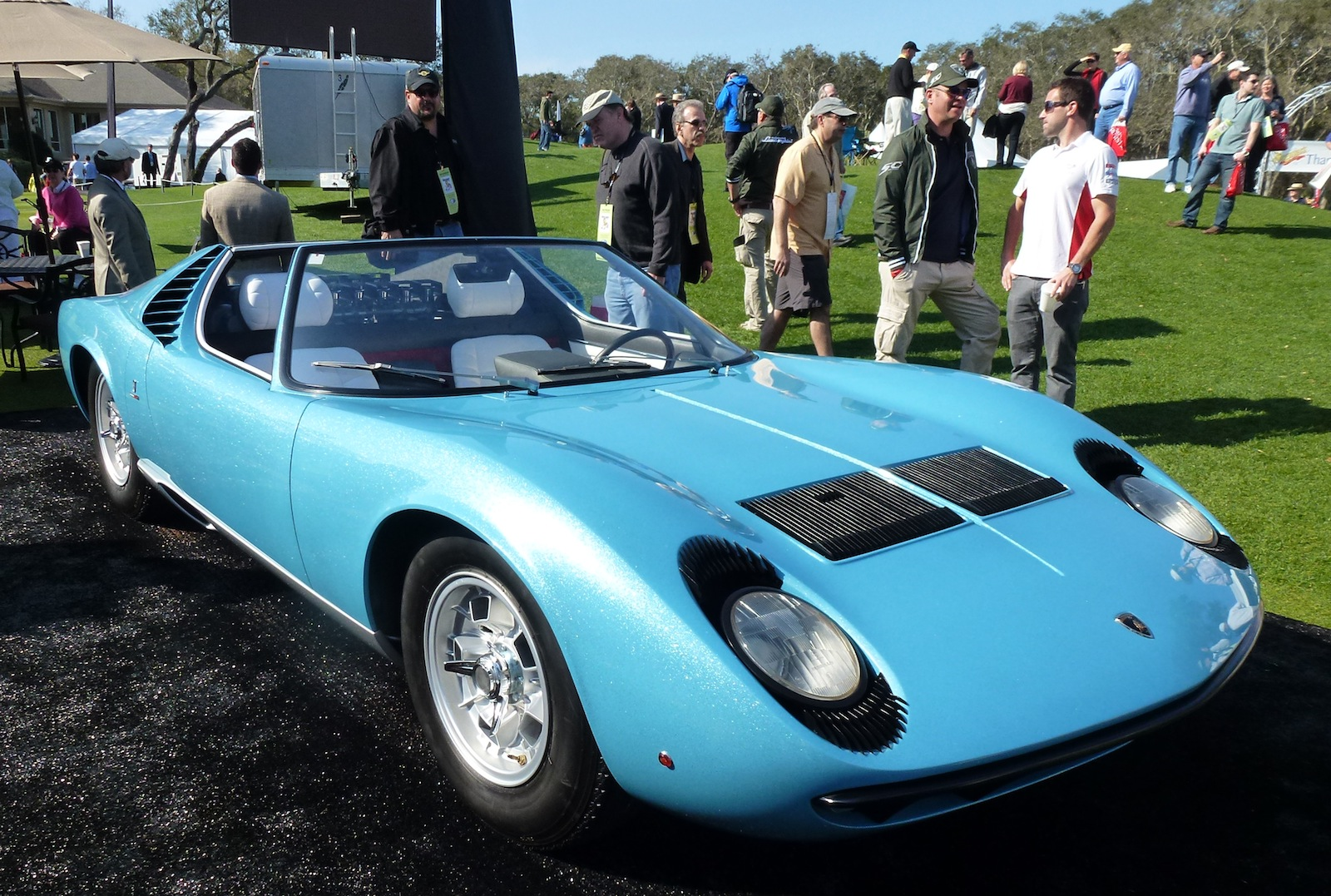
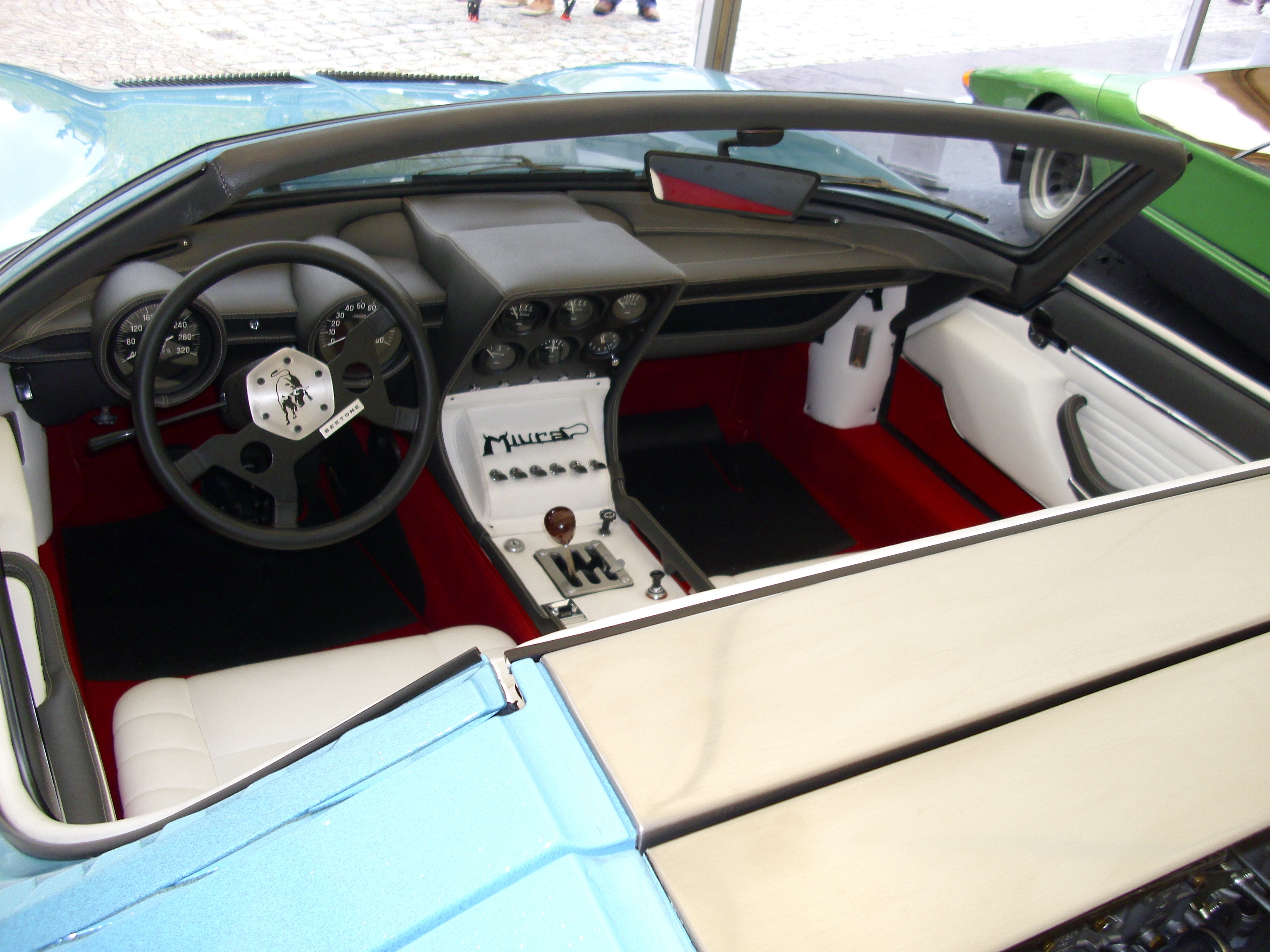

### P400 Jota
В 1970 году Ферруччо Ламборгини разрешил водителю-испытателю Бобу Уоллесу модифицировать один экземпляр Lamborghini Miura до состояния гоночного автомобиля. Ферруччо позволил Бобу использовать заводские инструменты, серийное шасси № 5084 и новый двигатель № 30744 в качестве основы для его проекта. Так как Боб Уоллес работал на заводе в дневное время суток ему пришлось разрабатывать Jota по вечерам и в выходные дни. Название Jota (сокращённо — J) было дано автомобилю, в качестве отсылки к гоночному правилу FIA тех времён — «приложение J».
Для снижения веса оригинальной Miura Боб заменил большую часть стальных элементов кузова и шасси на лёгкие дюралюминиевые, также были заменены стеклянные боковые окна на пластиковые. В результате этих изменений автомобиль стал весить меньше примерно на 360 кг, чем серийная Miura. Также Jota подверглась редизайну, который включал в себя:
- Добавление сплиттера.
- Изменение фар на фиксированные и более обтекаемые.
- Добавление вентиляционных отверстий за передними колёсами.
- Замену двух стеклоочистителей на один гоночный.
- Добавление двух дополнительных воздухозаборников на крыше, перенаправляющих воздух в моторный отсек.
- Добавление двух небольших воздуховыпускных отверстий в заднем бампере.
- Удаление решётки в нижней части заднего бампера. На её месте можно было увидеть 4 выхлопные трубы (по две справа и слева).
- Установку широких магниевых дисков от компании Campagnolo (шириной сзади в 12 дюймов и в 9 дюймов спереди)[31].

Из-за новых широких колёс Бобу пришлось переработать всю подвеску. Для лучшего распределения веса, Уоллес переместил запасное колесо в заднюю часть шасси, а также установил вместо одного топливного бака — два, в области боковых порогов, каждый объёмом по 60 литров. Редизайн также коснулся и интерьера, который включал в себя:
- Замену приборной панели лёгкой пластиной на которой находились только необходимые датчики и переключатели.
- Удаление центральной консоли[англ.].
- Перемещение переключателей с потолочной консоли на приборную панель.
- Замену сидений на мешковатые, поролоновые, натянутые между конструкцией кабины и двигателем[31].

Двигатель Jota тоже подвергся модернизации, которая включала в себя:
- Увеличение степени сжатия.
- Установку модифицированных кулачков.
- Установку полностью электронной системы зажигания.
- Добавление системы смазки с сухим картером[31].

Благодаря этой модернизации получилось увеличить мощность двигателя до 440 л. с. при 8500 об/мин (больше на 55 л. с., чем у Miura SV). Но даже после всей работы по модернизации Jota выполненной Уоллесом, Ферруччо не изменил свою точку зрения насчёт эксплуатации его автомобилей на гоночной трассе, зато позволил провести строгие полевые испытания Jota, на которых она проехала примерно 20 000 километров по тестовым трассам компании Pirelli, с Бобом за рулём. Jota использовалась в качестве «испытательного стенда» для проверки новых шин и элементов подвески, например она помогла разработать новые шины с обозначением H60 VR15. Jota была продана через дилерский центр InterAuto в Брешии Альфреду Белпонеру — руководителю гоночной команды Scuderia Brescia Corse. Однако, автомобиль так и не добрался до покупателя из-за того, что один из механиков InterAuto разбил его, врезавшись в край моста и разорвав при этом боковые топливные баки, в результате чего Jota загорелась и полностью сгорела. Огонь был настолько сильным, что большая часть кузова была полностью уничтожена и даже шасси было серьёзно деформировано и не подлежало ремонту.

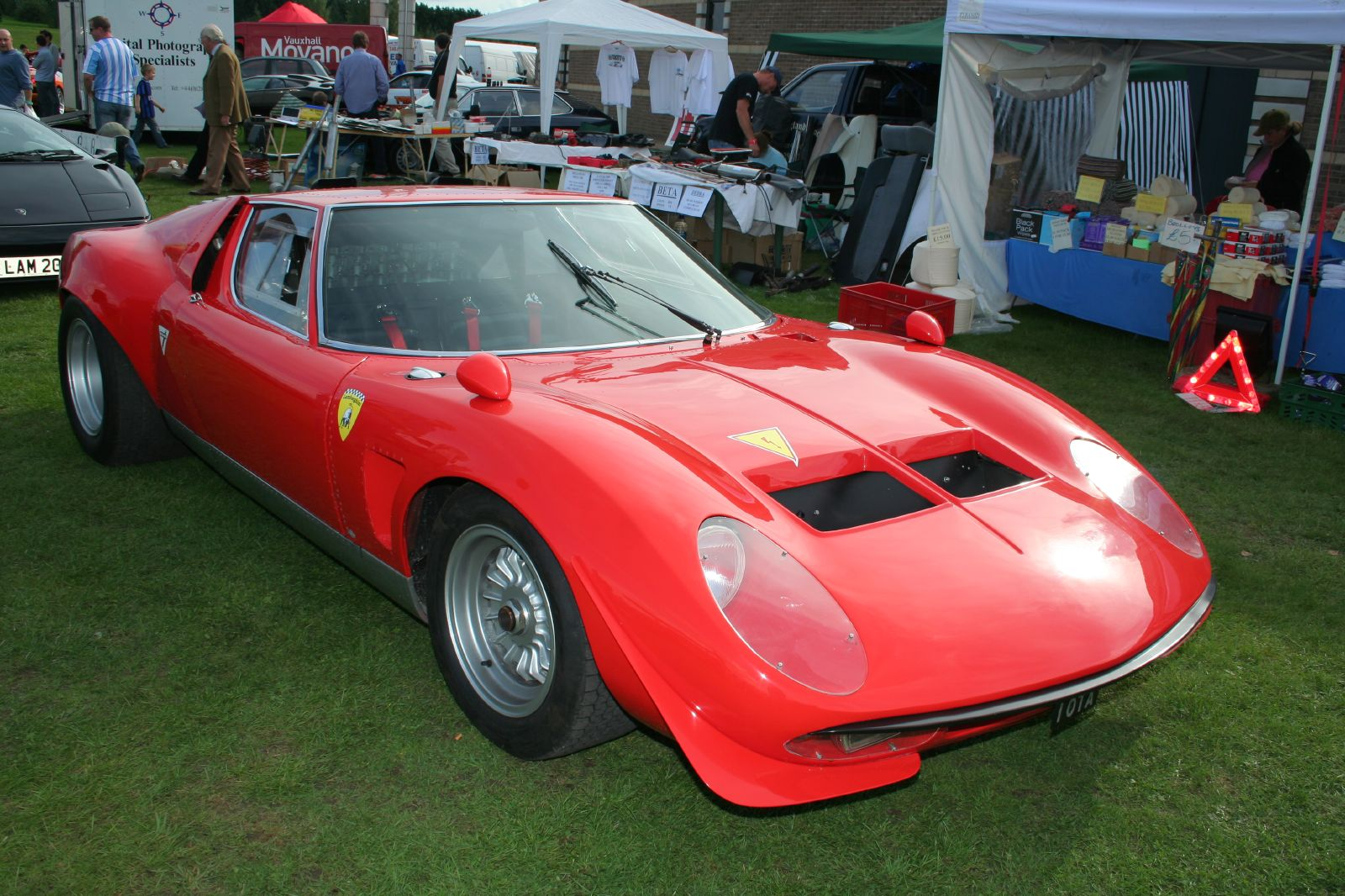
Воссозданая Lamborghini Miura Jota
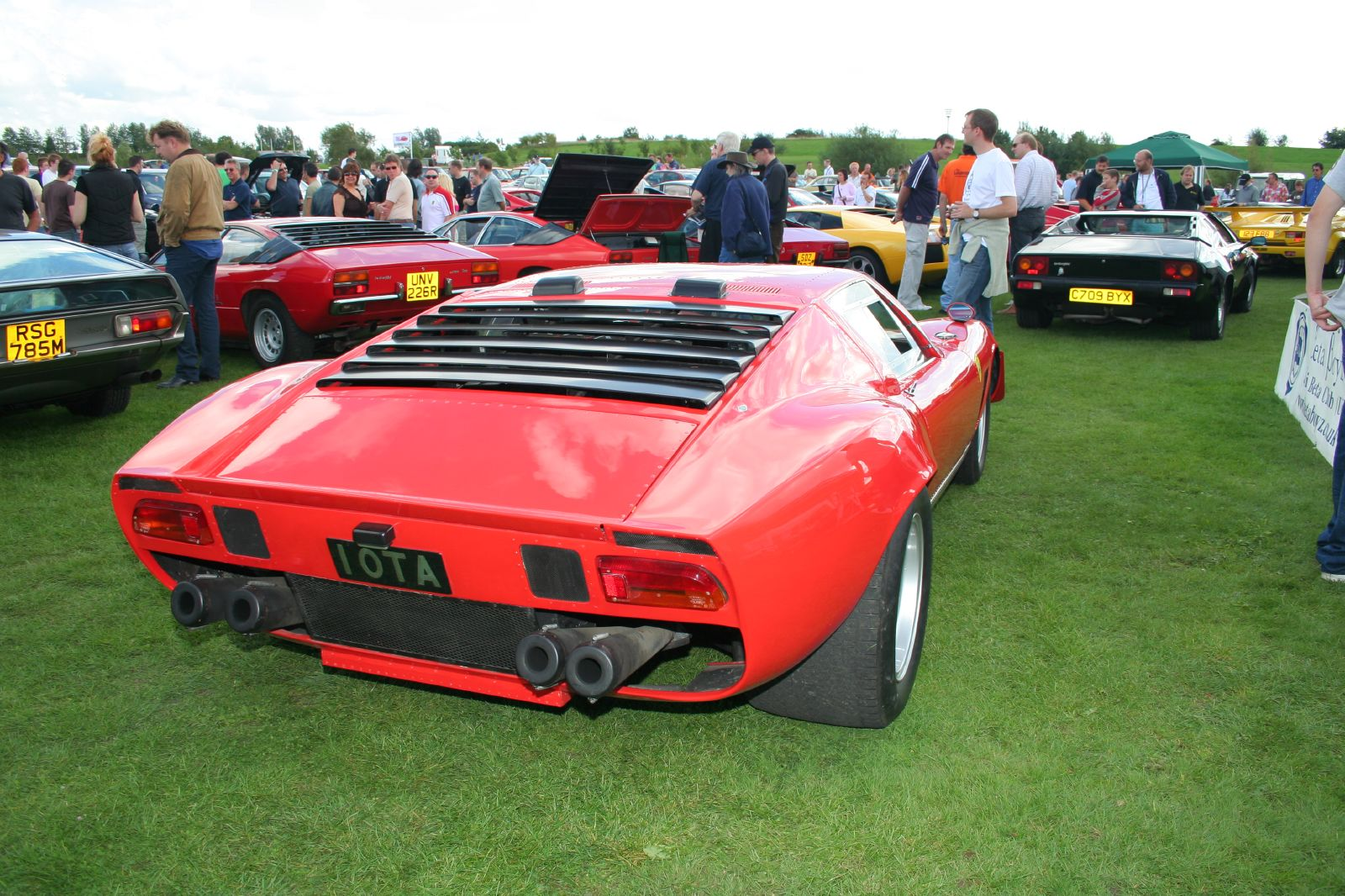

### P400 SVJ
Вскоре после того, как Jota была уничтожена, несколько владельцев Miura SV попросили модифицировать их автомобиль в соответствии со спецификациями Jota. Известно о шести Miura SVJ изготовленных на заводе компании Lamborghini — одна была построена новой (шасси № 5090), а остальные пять были переоборудованы из существующих Miura (шасси № 4934, № 4860, № 4892, № 4990 (переоборудованные из Miura SV) и № 4088 (переоборудованная из Miura S)).
- № 4934: Miura SVJ с шасси № 4934, двигателем № 30685 и белым кожаным салоном была переоборудована из SV для шаха Ирана Мохаммеда Реза Пехлеви. На заводе кузов автомобиля был перекрашен из тёмно-синего в тёмно-бордовый металлик. Шах хранил эту машину под вооружённой охраной вместе со своими другими автомобилями в Королевском дворце в Тегеране. После того, как он бежал из страны во время иранской революции его автомобили были конфискованы иранским правительством. В 1995 году SVJ № 4934 была продана в Дубай. В 1997 году № 4934 была продана на аукционе Brooks (ныне Bonhams) Николасу Кейджу за $490 000. В начале 2004 года Кейдж продал автомобиль коллекционеру из Великобритании. Эта Miura SVJ была отреставрирована на заводе до оригинального состояния[33].
- № 5090: Miura SVJ с шасси № 5090 была построена новой на заводе Lamborghini в 1972 году — к концу производства модели Miura. На заводе автомобиль получил кузов цвета красный металлик, двигатель № 30751, красный кожаный салон и полное оснащение в соответствии со спецификациями SVJ. Miura № 5090 была доставлена на Корсику после её покупки Полом Ферранди через французского импортёра «Voitures Paris Monceau». В 1982 году автомобиль был продан во Франции, а в 1984 году № 5090 приобрёл текущий владелец, который перекрасил её в серый металлик. В настоящее время Miura SVJ № 5090 по-прежнему находится в рабочем состоянии. Из неоригинального № 5090 имеет четырёхточечные ремни безопасности и два хронографа на центральной консоли[англ.][34][35].
- № 4990: Miura SVJ с шасси № 4990, двигателем № 30720 и чёрным (ныне кремовым) салоном была переоборудована из SV и продана Альберто Сильвере в Порт-о-Пренс в апреле 1972 года. На заводе № 4990 получила чёрный салон и кузов цвета красный металлик, который позже был перекрашен в цвет rosso corsa[англ.]. После обширной реставрации на заводе Lamborghini в 1997 году № 4990 была продана коллекционеру в Японию. Из неоригинального № 4990 имеет хромированные заклёпки, кремовый салон и дворник от модели Countach[36].
- № 4860: Miura SVJ с шасси № 4860, двигателем № 30621 и чёрным тканевым (ныне кожаным) салоном была переоборудована из SV в конце 1972 года для Хьюберта Гане проживавшего в Дюссельдорфе (в то время он был немецким импортёром компании Automobili Lamborghini S.p.A.). SVJ № 4860 была доставлена Хьюберту Гану в апреле 1973 года. В 1977 году на заводе компании Lamborghini Miura № 4860 была перекрашена в нынешний серебристый металлик и получила полностью кожаный салон чёрного цвета, также все хромированные элементы были заменены на чёрные матовые. Эта Miura SVJ оставалась в Германии до начала 2000-х годов, позже она была продана японскому коллекционеру. Сейчас № 4860 законсервирована в Сант-Агата-Болоньезе подразделением Lamborghini Polo Storico. № 4860 — единственный SVJ в котором используется топливный бак на 110 литров[37].
- № 4892: Miura SVJ с шасси № 4892, двигателем № 30640 и синим (ныне оранжевым) салоном была переоборудована из SV. SVJ № 4892 была изготовлена как SV в июне 1971 года и изначально была белого цвета с синим салоном, она была доставлена своему заказчику в Рим. В 1974 году SV № 4892 была переоборудована в SVJ на заводе Lamborghini. Впоследствии № 4892 получила нынешний красный цвет, новый оранжевый салон и была экспортирована в Японию, где в конце 1980-х подверглась двухлетней реставрации. В 2007 году эта Lamborghini Miura SVJ прибыла в Соединённые Штаты Америки, где Клаудио Замполли подтвердил её оригинальность и соответствие спецификациям SVJ. В течение более двух лет Гэри Бобилеффом проводилась полная реставрация № 4892, итоговой стоимостью в $225 000. 27 октября 2010 года SVJ № 4892 была продана на аукционе в Лондоне за £728 000. 15 января 2015 года Lamborghini Miura SVJ № 4892 была снова продана на аукционе в Аризоне за $1 897 500[38].
- № 4088: Miura SVJ с шасси № 4088, двигателем № 30370 и чёрным салоном была переоборудована из Miura S в 1986 году и продана в Швейцарию, после того как Патрик Мимран[англ.] продал компанию Lamborghini компании Chrysler. У этой SVJ, в отличие от других, увеличенный сплиттер и сухой картер[39][40].

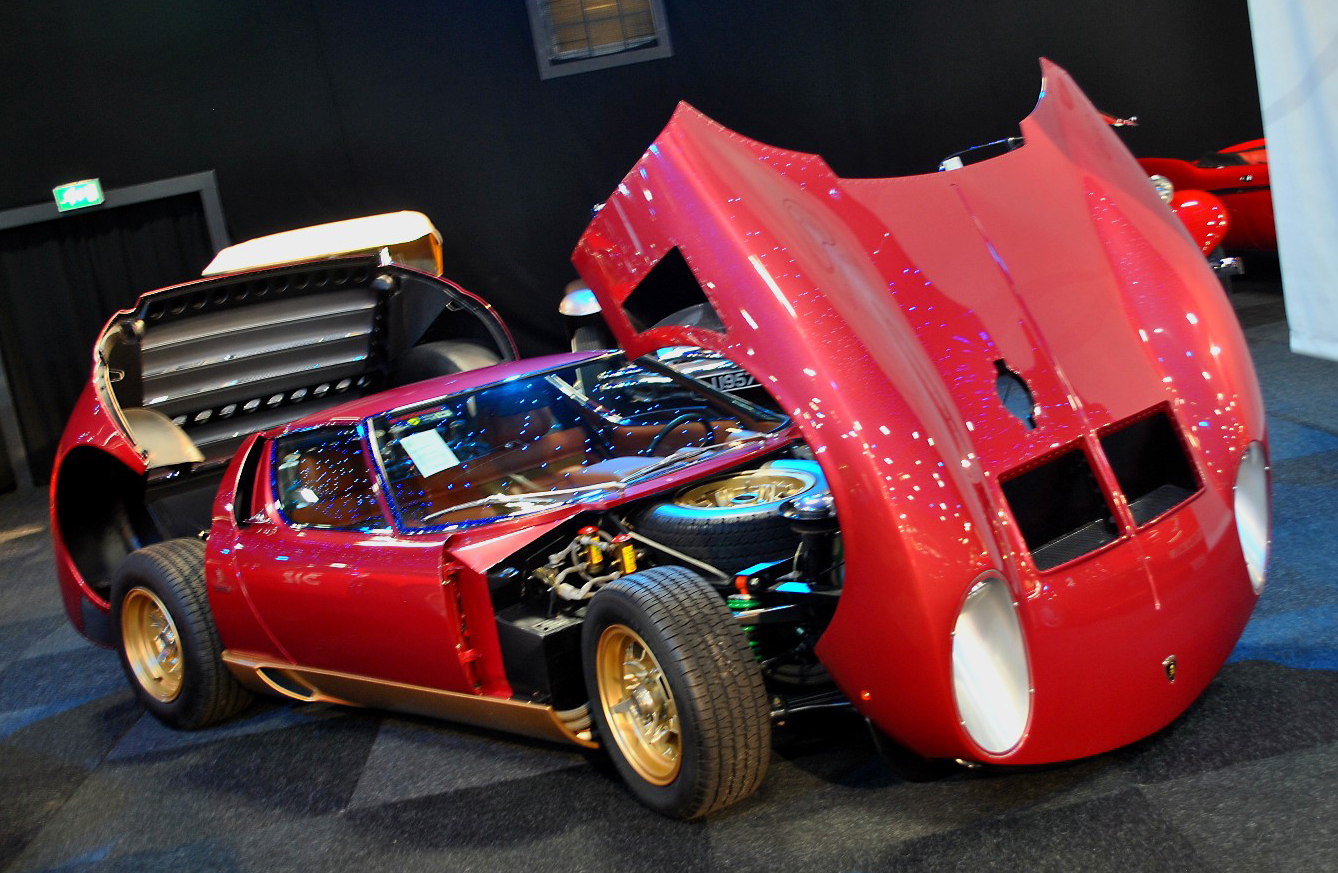
Lamborghini Miura SVJ (шасси № 4892)

### P400 SVR
Своё существование Miura P400 SVR начала в 1968 году, как Miura S ярко-зелёного цвета (Verde Miura) с чёрным салоном, номером шасси 3781 и двигателем № 2511. Она была выставлена на Туринском автосалоне 1968 года и позже попала к дилеру Lamborghini. Далее эта Miura S сменила 8 владельцев в Италии, пока её не приобрёл Хайнц Штрабер из Германии в 1974 году. Он отвёз Miura S на завод Lamborghini в Сант-Агата-Болоньезе, с просьбой переоборудовать свою Miura в уникальную модель вдохновлённую Jota, которая в отличие от SVJ будет более ориентирована на трековую езду. Работа по переоборудованию длилась 18 месяцев, и включала в себя:
- Расширение кузова и установку более широких задних колёс.
- Установку новой подвески с амортизаторами Koni.
- Установку новых дисковых тормозов Girling от Porsche 917.
- Установку сухого картера, модифицированных кулачков и карбюраторов с воздушными рожками.
- Установку сплиттера и спойлера на крыше, а также удаление решётки на заднем бампере.
- Установку чёрных сидений от компании Recaro с четырёхточечными ремнями безопасности[41].

В итоге переоборудованная Miura получила аббревиатуру SVR и в 1976 была продана новому владельцу Хиромицу Ито в Японию. Хиромицу Ито много лет хранил Miura SVR и даже провёл трёхлетнюю реставрацию в ходе которой был изменён салон на золотой кожаный. В конце 2015 года Miura SVR сменила владельца в той же Японии и была отправлена в Сант-Агата-Болоньезе для восстановления в оригинальное состояние подразделением Lamborghini Polo Storico. На реставрацию потребовалась 19 месяцев, в течение которых были воссозданы оригинальные характеристики Miura SVR 1974 года. После завершения реставрации Miura была доставлена своему владельцу в Японию, где побывала на гоночной трассе Накаяма, как отсылка к японской манге Circuit Wolf, где эта Miura SVR была показана много лет назад.

### P400 SVJ Spider
Своё существование Miura P400 SVJ Spider начала в 1971 году, как Miura S жёлтого цвета с шасси № 4808 и двигателем № 30583. Она была выставлена на Женевском автосалоне 1971 года и в 1975 году продана акционеру компании Lambo Motors AG — мистеру Зенари, который регулярно ездил на ней до начала 1979 года, когда возникла идея о её переоборудовании в версию с кузовом тарга. Компания Lambo Motors AG провела работы по переоборудованию, которые длились почти 2 года и включали в себя:
- Изменение статичной крыши на съёмную. Изменение цвета кузова на жемчужно-белый. Добавление сплиттера и спойлера.
- Изменение вентиляционных отверстий на капоте (сделали похожие на вентиляционные отверстия Jota).
- Добавление воздухозаборников в переходе между дверьми и задними арками, а также воздуховыпускных отверстий за передними и задними колёсами.
- Замену колёс и модернизацию подвески. Уменьшение дорожного просвета на 40 мм[44].

Miura SVJ Spider была показана и продана на Женевском автосалоне 1981 года. В 1990-х годах SVJ Spider принадлежала швейцарскому застройщику — Жану Вики и была отреставрирована Руфом в Цюрихе. Жан Вики решил, что сплиттер и спойлер выглядят устаревшими и попросил Руфа снять их. В процессе реставрации Miura SVJ Spider получила новый чёрно-серый салон и серебристый цвет кузова. В марте 2000 года Miura SVJ Spider была продана американскому коллекционеру на аукционе Bonhams в Женеве. В 2001 году Spider была выставлена на аукционе RM Auctions, но не продана. В мае 2003 года Spider была продана на аукционе Bonhams в Монако за €80000 + сборы. В декабре 2003 года SVJ Spider была выставлена на аукционе Coys of London в Лондоне, но не продана. В 2004 году Miura Spider была продана на аукционе Bonhams. В том же году SVJ Spider появилась у дилера Autodrome Cannes. В начале 2006 года Spider была выставлена на Парижской выставке Salon Retromobile, позже в том же году она появилась на фестивале скорости в Гудвуде. Компания Carrosserie Lecoq перекрасила SVJ Spider в зелёный лаймовый цвет по просьбе французского владельца.

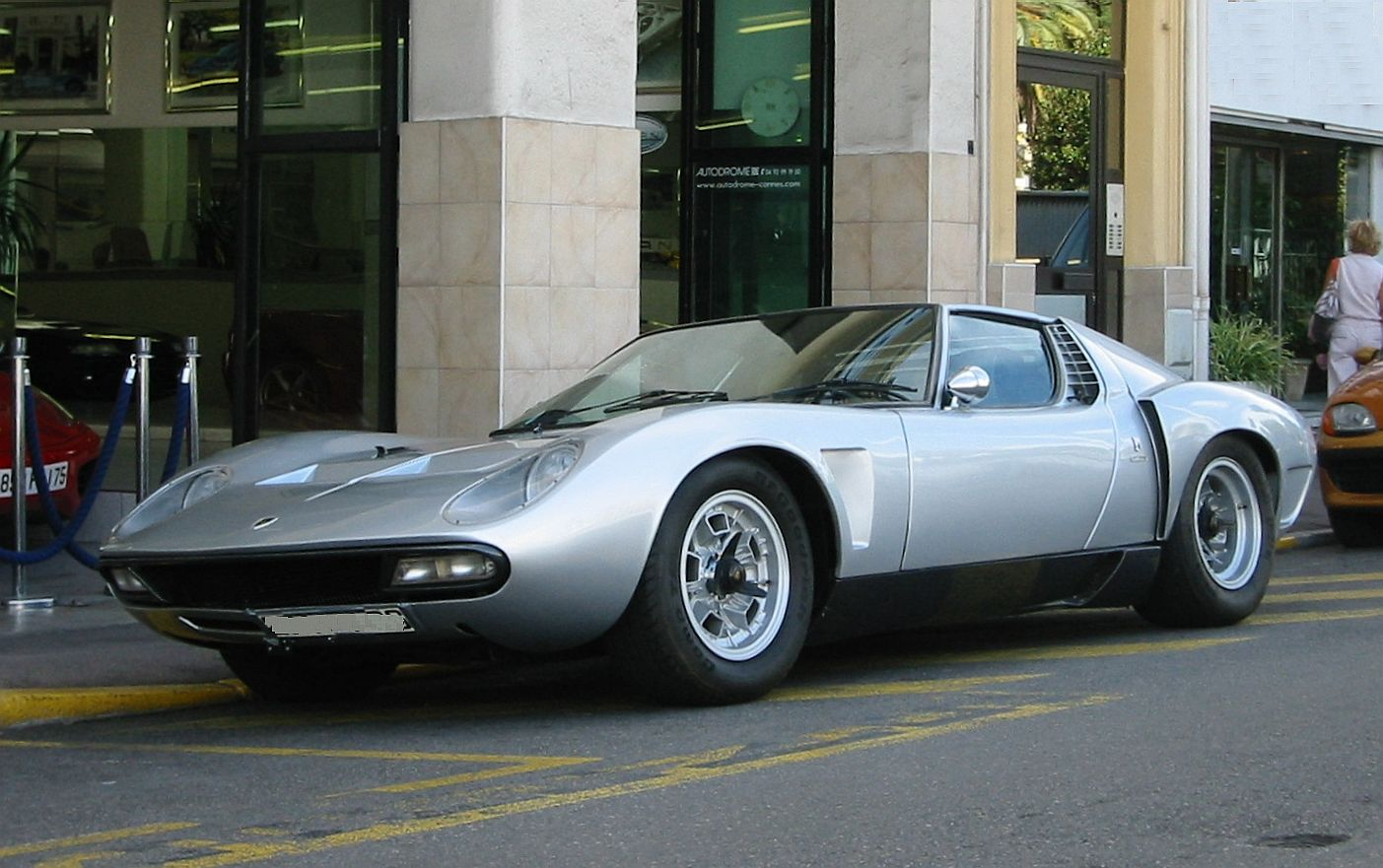

## Автомобили, выпущенные в честь юбилеев модели Miura

### Miura Concept
Lamborghini Miura Concept — концепт-кар построенный в единственном экземпляре в честь 40-летнего юбилея модели Miura. Miura Concept была анонсирована 5 января 2006 года в музее телевидения и радио, дебют же состоялся на североамериканском международном автосалоне в Детройте, спустя две недели после анонса. Miura Concept стала первым автомобилем, разработанным под руководством Вальтера де Сильвы. Miura Concept была построена на платформе Lamborghini Gallardo. В части дизайна Concept от оригинальной Miura отличается наличием сплиттера, диффузора и спойлера типа «утиный хвост» способного автоматически подниматься на скорости. Диски похожи на оригинальные, с диаметром, увеличенным до 20 дюймов (больше на 5 дюймов). Вместо двух оригинальных чёрных решёток, на капоте было сделано одно большое углубление, фары имеют чёрный контур (как у SV), скрытый под стеклом, четыре выхлопные трубы проходят сквозь решётку заднего бампера, вместо её огибания, а боковые верхние и нижние воздухозаборники повторяют стиль оригинальной Miura. В настоящее время Miura Concept находится в музее компании Lamborghini в Сант-Агата-Болоньезе.

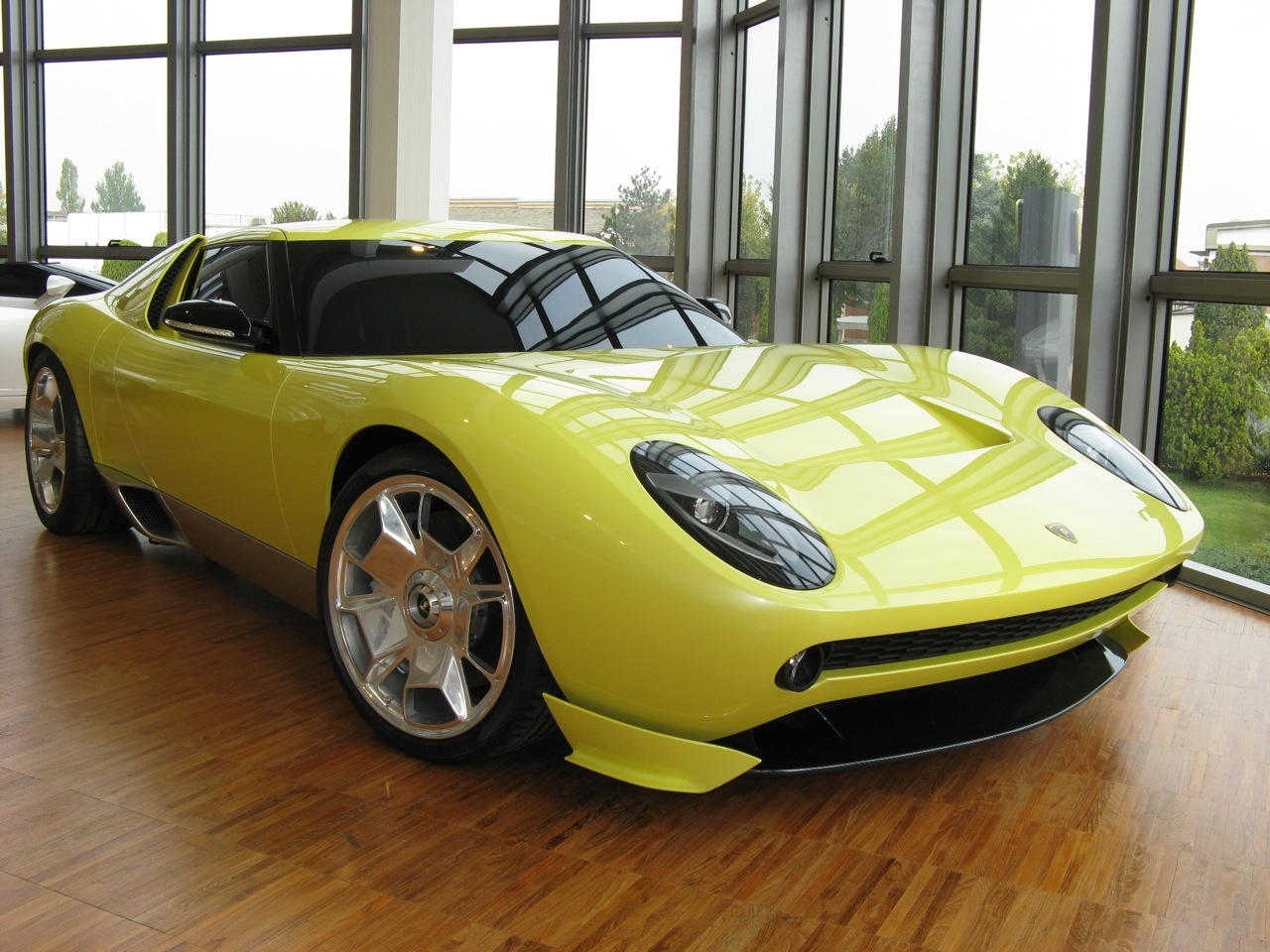
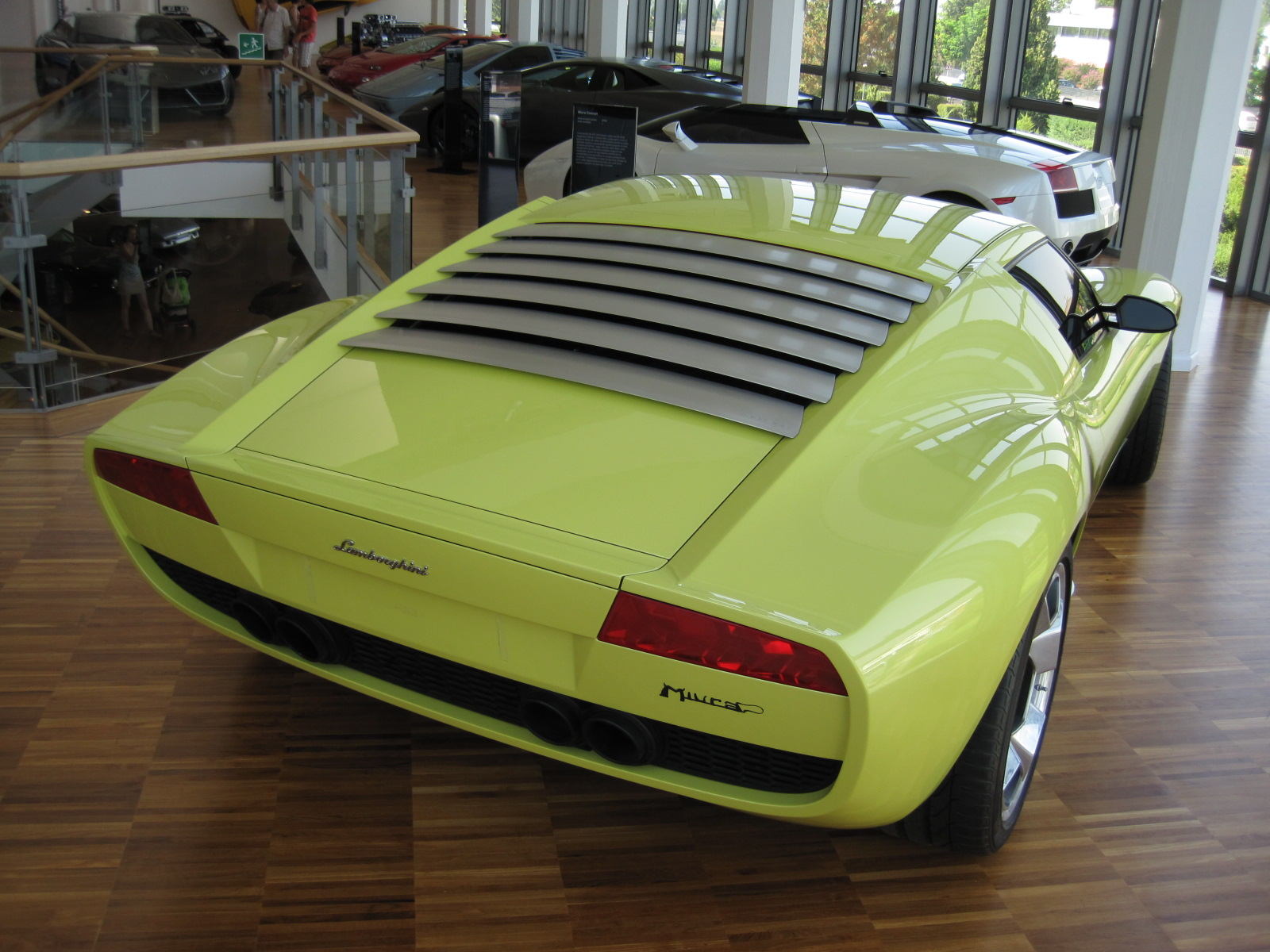

### Aventador Miura Homage
Lamborghini Aventador Miura Homage — специальная серия Lamborghini Aventador из 50 штук, выпущенная в честь 50-летнего юбилея модели Miura в 2016 году. Aventador Miura Homage был создан студией Lamborghini Ad Personam Studio. Дебют Miura Homage состоялся на Фестивале скорости в Гудвуде с 23 по 26 июня 2016 года. Его дизайн вдохновлён оригинальной Miura, например цвет верхней (один из 18 оригинальных цветов Miura) и нижней части (золотистый или матовый серебристый цвет) кузова отличается, как на оригинальных Miura, а чёрные стальные эмблемы Miura на порогах, номерная табличка в салоне и логотип Miura 50, вышитый в верхней части сидений подчёркивают эксклюзивность Aventador Miura Homage. Miura Homage в зависимости от выбранных спецификаций имеет 20 или 21 дюймовые колёса в матовом серебристом или золотом цвете, а также салон цвета Nero Ade или Terra Emilia. За исключением косметических изменений, Aventador Miura Homage идентичен стандартной модели — Aventador.